# ویمربی
شهر ویمربی (به سوئدی: Vimmerby) در ناحیه شهری ویمربه در کشور سوئد واقع شده‌است. جمعیت این شهر ۱۱۴۶٫۹۶  نفر است.

## نگارخانه

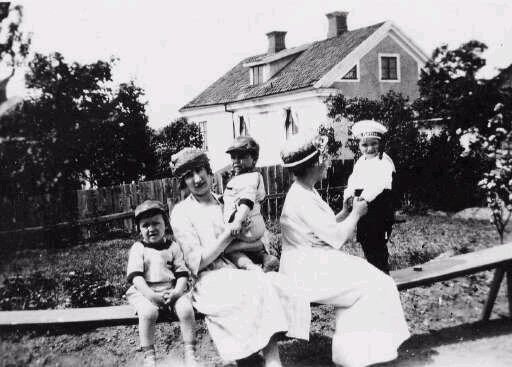
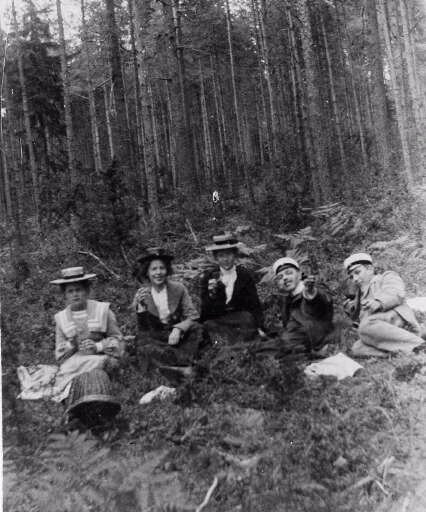
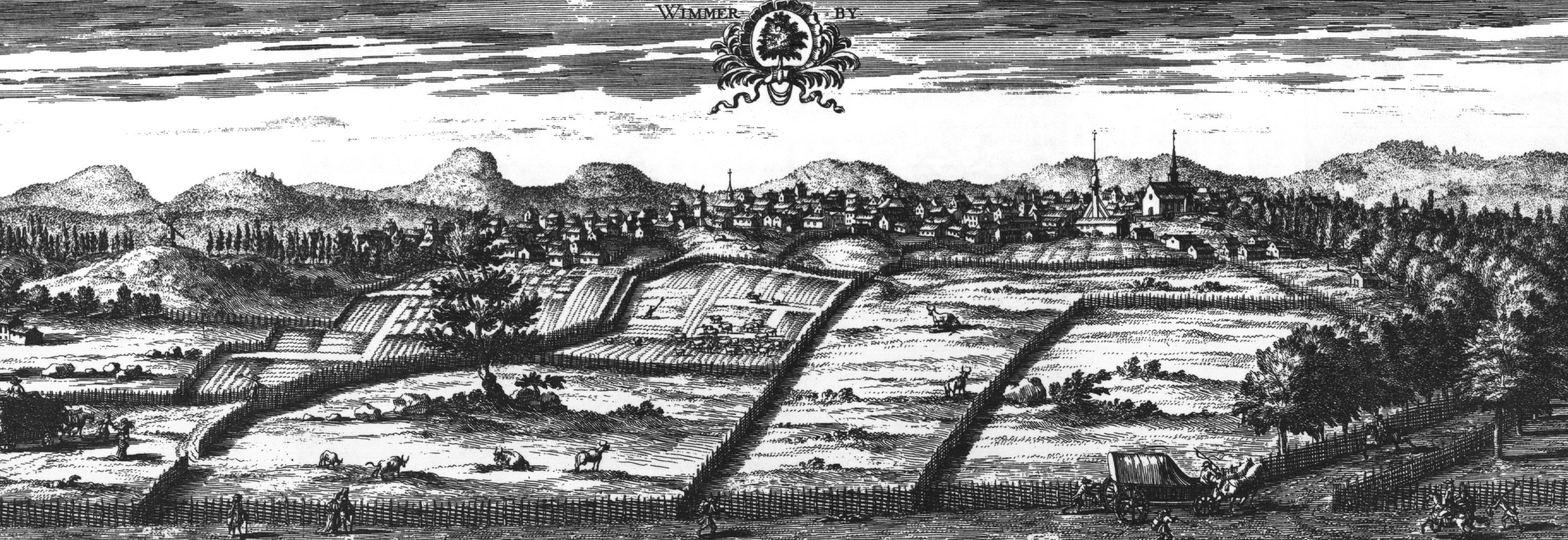